# 智庫與公民社會計畫
智庫與公民社會計畫（英語：Think Tanks and Civil Societies Program; TTCSP），是位於費城賓夕法尼亞大學的非營利計劃，智庫與公民社會計畫成立於1989年的外交政策研究所，計劃主任是詹姆斯·麥甘。計畫研究世界各地智庫，並維護來自世界各地約7,500家智庫的資料庫。

## 計畫背景
智庫與公民社會計畫成立於1989年的外交政策研究所，到1990年計劃因為中歐與東歐政治與經濟轉變逐漸發展為全球化，由世界銀行贊助並請求布魯金斯學會的R·肯特·韋弗 與外交政策研究所的詹姆斯·麥甘合作構想出在巴塞羅那舉辦的全球發展研究網路（英語：Global Development Network）研討會，最終研究結果出版為2000年的智庫與公民社會：知識與行動的催化劑（英語：Think Tanks and Civil Societies: Catalysts for Ideas and Action），直到2008年智庫與公民社會計畫轉移到賓大的國際關係計畫。

## 全球關鍵智庫指標
主任詹姆斯·麥甘與該計畫會發表年度全球關鍵智庫指標（英語：Global Go To Think Tank Index），自2010年起，該指標會交由包括政治家、科學家、智庫金主、智庫等使用三階段審查以決定智庫排名。

## 外部連結
- http://repository.upenn.edu/think_tanks/ （页面存档备份，存于） （英文）
- http://www.fpri.org/ （页面存档备份，存于） （英文）
- http://www.fpri.org/research/thinktanks/ （页面存档备份，存于） （英文）
- 智庫與公民計畫主任James McGann的傳記 （英文）
- 布魯金斯研究所資深研究員R. Kent Weaver傳記 （英文）
- 提供全球發展研究網路(英語：Global Development Network (GDN))任務、歷史、研究優先順序與出版作品 （英文）
- 提供費城賓夕法尼亞大學的國際關係計畫(英語：International Relations Program)完整資訊 （页面存档备份，存于） （英文）
- James G. McGann (Director).  (PDF). 2013-01-28  [2015-02-07]. （原始内容 (PDF)存档于2013-06-27） （英语）.
- James G. McGann (Director). . 2015 -02-14  [2015-02-14]. （原始内容存档于2018-10-13） （英语）.